# ABUS

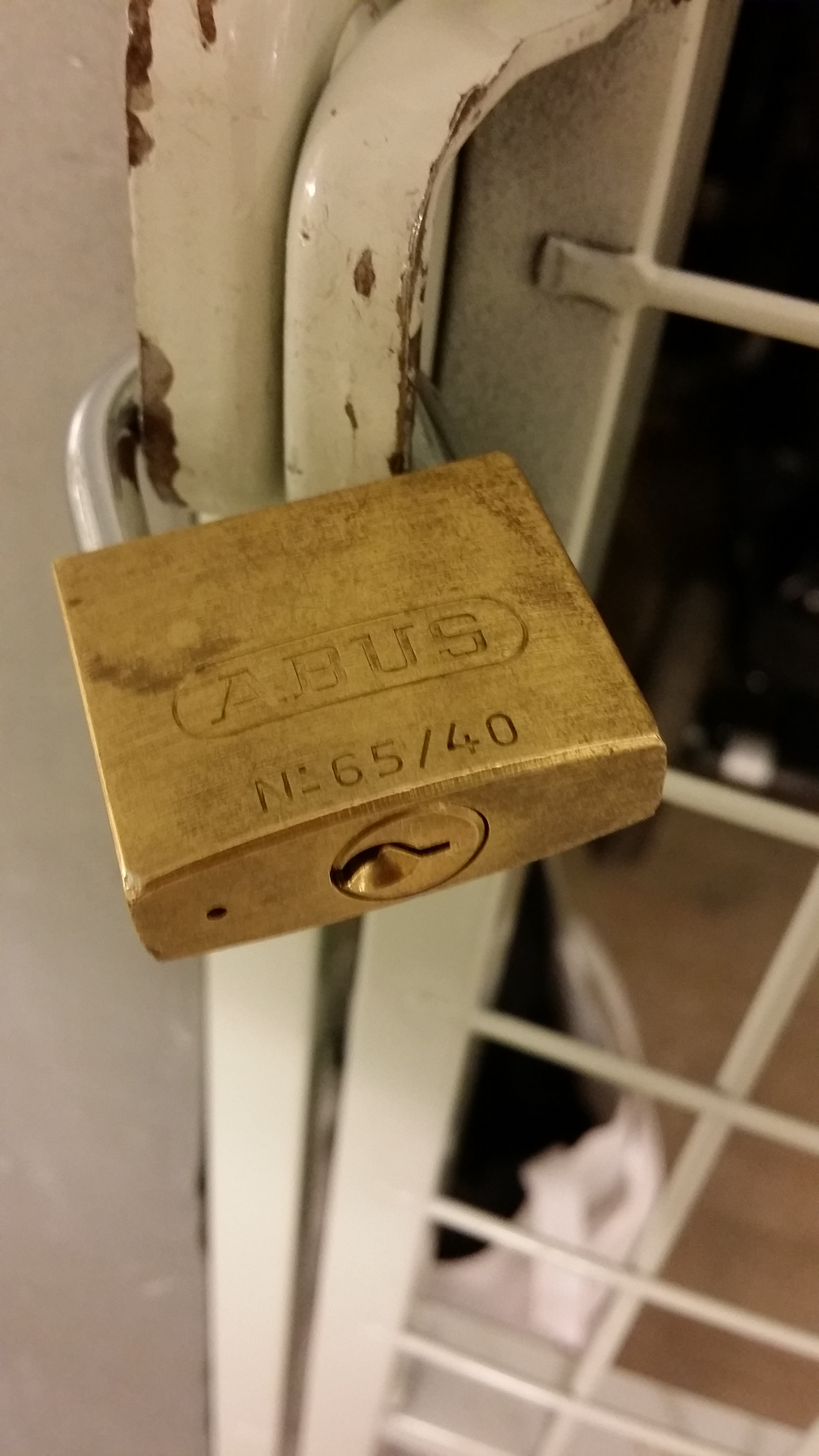
Den enklare modellen 65/40 säkrar ett källarförråd.

ABUS, August Bremicker und Söhne KG, tyskt säkerhetsföretag grundat 1924, tillverkar bl.a. lås för cyklar, motorcyklar och båtar. Namnet är en akronym bildad av det ursprungliga företagsnamnet August Bremicker und Söhne.
ABUS är en tysk koncern och har i dag över 3 000 medarbetare som utvecklar, producerar och levererar säkerhetslösningar.
I de nordiska länderna representeras ABUS av två dotterbolag:
ABUS Scandinavia AB som i Sverige och Finland i huvudsak arbetar med försäljning och rådgivning inom områden som: mekanisk säkring, hänglås, beslag och egendomssäkerhet.
ABUS-Gruppen Nordic A/S i Danmark arbetar huvudsakligen med försäljning och rådgivning inom koncernens olika affärsområden i Skandinavien - Säkerhet Hemma, Mobil Säkerhet och Fastighetsskydd. ABUS-Gruppen Nordic A/S och ABUS Scandinavia AB arbetar också i övriga affärsområden i Sverige, Norge och Finland.
I ABUS-gruppen ingår företagen:
- ABUS August Bremicker Söhne KG,
- ABUS Security-Center GmbH & Co. KG,
- ABUS Pfaffenhain GmbH och
- ABUS Seccor GmbH

## Historia
Företaget grundades 1924 av August Bremicker (1860–1938) i en källarsmedja. Företaget begränsade sig initialt till produktion av hänglås. ABUS är ett familjeföretag och hanteras enligt kristna företagsprinciper. Under åren har produktutbudet ökat väsentligt till att inkludera: brandvarnare, kameraövervakningssystem, cykel- och båtsäkerhetsprodukter, larm- och låssystem.